# Marty Krystall
Marty Krystall (* 12. April 1951 in Los Angeles) ist ein US-amerikanischer Musiker (Tenorsaxophon,  Klarinette, Bassklarinette), der in verschiedenen Genres tätig ist. Im Jazzbereich ist er zunächst vor allem durch seine Bandprojekte mit dem Bassisten Buell Neidlinger hervorgetreten.

## Leben und Wirken
Krystall lernte mit elf Jahren klassisches Klarinettenspiel und spielte in lokalen Orchestern seiner Heimatstadt. Mit 15 Jahren hörte er Eric Dolphys Fassung von Thelonious Monks „Epistrophy“, wechselte dann zum Tenorsaxophon als Hauptinstrument und studierte auch Flöte und Oboe. Lange Jahre war er der Führer der Saxophone und Klarinetten im Hollywood Bowl Orchestra. Im klassischen Bereich war er auch als Gastsaxophonist des Los Angeles Chamber Orchestra und der Los Angeles Philharmonic zu hören. Im Jahr 2010 legte er ein Album vor, das neben Improvisationen mit dem Pianisten Peter Serkin seine Interpretationen von Weberns Quartett op. 22 (mit Richard Stoltzman, Ida Kavafian und Peter Serkin) und dem Klarinettenquintett von Brahms (mit dem Cooker-Streichquartett) enthält.
Bereits 1970 trat er auch mit dem Bluesmusiker Albert Collins auf; ab dem folgenden Jahr arbeitete er mit Buell Neidlinger in verschiedenen Gruppen zusammen wie The El Monte Art Ensemble (1971–74), Krystall Klear and The Buells (1975–81), in der Jazz-Bluegrass-Band Buellgrass (1981–1983), Thelonious (1984–1990) und Aurora (1987–1990, mit Don Preston und Peter Erskine). Musikalisch widmeten sich Krystall und Neidlinger neben eigenen Werken vor allem den Kompositionen von Duke Ellington und Thelonious Monk, aber auch von Herbie Nichols (Album Blue Chopsticks, 1994). Mit Neidlinger gründete er das Plattenlabel K2B2 Records. Mit seinem eigenen Spatial Quartet spielte er das Album Seeing Unknown Colors ein, für das er auch komponierte.
Krystall spielte außerdem in der Peter Ivers Band (1972–74), in Jaco Pastorius’ Word of Mouth Orchestra (1982) und in Charlie Hadens Liberation Orchestra (1986–88). Bei Tourneen in Europa trat er auch mit dem Trio Braam-de Joode-Vatcher auf. Im Bereich des Jazz war er zwischen 1971 und 2015 an 29 Aufnahmesessions beteiligt, u. a. mit  Charlie Haden/Sharon Freeman (Lost in the Stars: The Music of Kurt Weill, 1985) und Miles Davis/Michel Legrand (Dingo, 1990). Neben seinen Jazz-Projekten war er als Studiomusiker in Los Angeles tätig, u. a. für Frank Zappa (als Baritonsaxophonist in „We Are Not Alone“ auf dem Album The Man from Utopia, 1983), Leo Kottke, Rickie Lee Jones oder Randy Newman.
Nach Feather/Gitler kombiniert Krystall den Ton Ben Websters mit den Intervallsprüngen und Neuerungen von Eric Dolphy.

## Diskographische Hinweise
- Marty's Garage (K2B2, 1971) mit Glenn Ferris, Buell Neidlinger, Bill Elgart, Don Preston, Deborah Fuss
- Krystall Klear and The Buells: Our Night Together (K2B2, 1981), mit Gene Cipriano, Jerry Peters, Buell Neidlinger, Peter Erskine
- String Jazz: Locomotive (Soul Note), mit Brenton Banks, John Kurnick, Billy Orborne
- Buell Neidlinger/Marty Krystall: Thelonious (K2B2, 1986) mit John Beasley, Billy Osborne
- Peter Erskine, Marty Krystall, Buell Neidlinger, Don Preston: Aurora (Denon, 1989)
- The Marty Krystall Spatial Quartet: Seeing Unknown Colors (1990), mit Hugh Schick, Yasushi Yoneki, Takumi Iino
- Plays Herbie Nichols (K2B2, 1999) mit Hugh Schick, Brenton Banks, Jack Bone, Barry Saperstein
- Moments Magical (K2B2, 2013), mit J. P. Maramba, Sinclair Lott, Bob Conti
- Howard Alden, Marty Krystall, Buell Neidlinger The Happenings: Music of Herbie Nichols (K2B2 2017)

## Lexikalischer Eintrag
- Leonard Feather, Ira Gitler: The Biographical Encyclopedia of Jazz. Oxford University Press, New York 1999, ISBN 0-19-532000-X.